# Lovecký salám

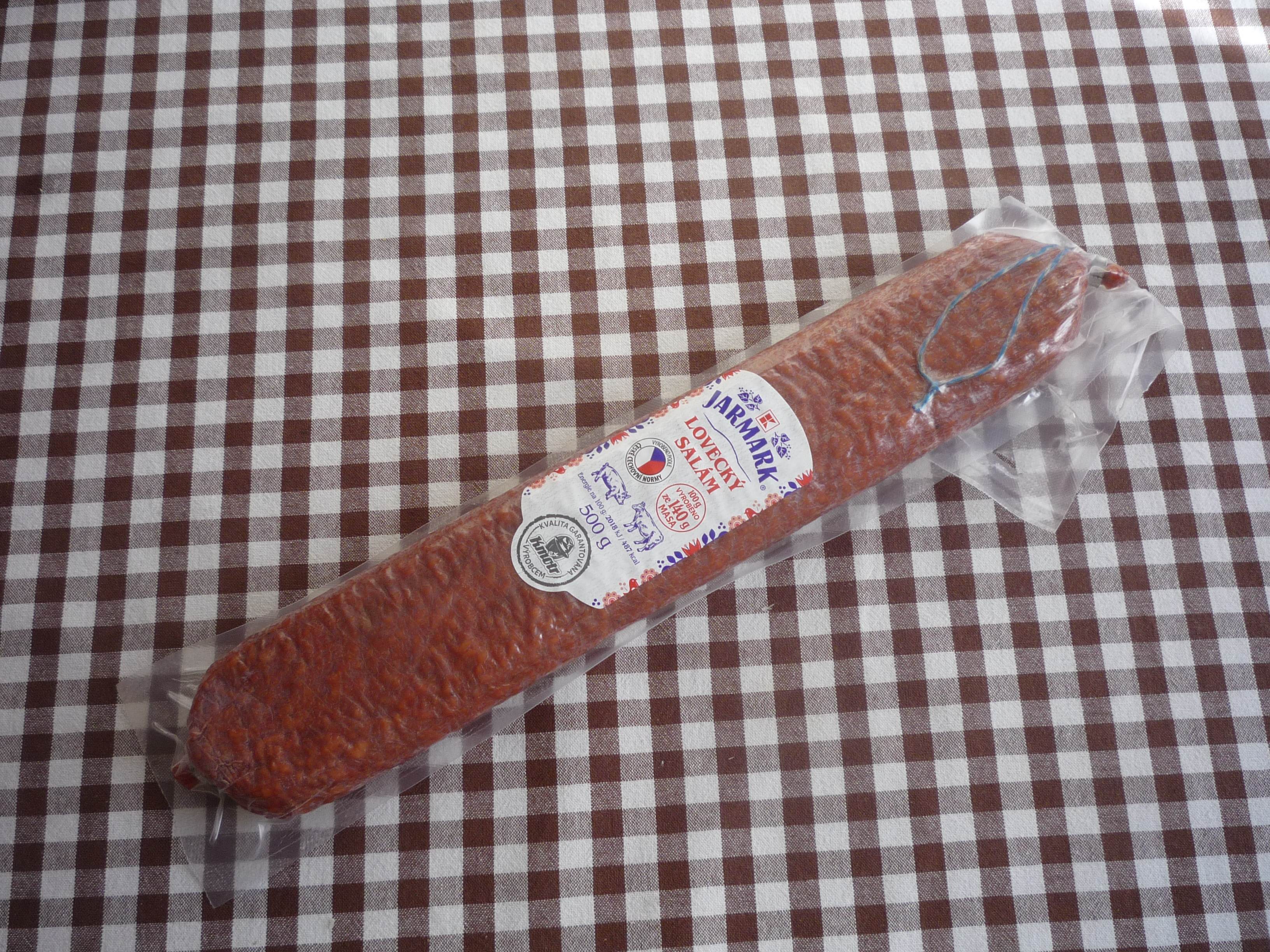
Lovecký salám

Lovecký salám je masný výrobek fermentovaný, trvanlivý a tepelně neopracovaný. Při výrobě se používá fermentace a uzení studeným kouřem. Charakteristický je svým plochým hranatým tvarem, který usnadňuje sušení.

## Historie
Začátek výroby je možné zařadit na počátek 20. století, kdy se vyráběl hlavně v zimním období. Po zdokonalení chlazení i strojového vybavení udírenských dílen byly zásobovány velikonoční a vánoční trhy a letní turistická sezona. Původní receptura je z roku 1955, následně byl zařazen do československých státních norem.
V roce 2011 získal chráněné označení Evropské unie, je zapsán na seznamu tradičních zaručených specialit, na Slovensku pod názvem Lovecká saláma.